# Snedvridet urval
Se även snedvridet urval (statistik).
Snedvridet urval även snett urval (engelska adverse selection) är en nationalekonomisk term som betecknar en situation där dåliga produkter eller kunder väljs ut på grund av asymmetrisk information. Uttrycket används även inom forskning när ett urval av deltagare inte är representativt för det studien avser, vilket skapar ett snedvridet urval som i sin tur påverkar studiens validitet. 

## Historia
Begreppet snedvridet urval har sitt ursprung inom försäkringsbranschen, men har sedan generaliserats till andra marknader. Mest välkänt är det exempel som George Akerlof gav 1970 i sin artikel The Market for Lemons, som behandlade marknaden för begagnade bilar. Säljarna antas känna till bilarnas kvalitet, medan däremot köparna saknar tillräcklig information för att bedöma om bilarna är "citroner" (lemons, en informell amerikansk term för dåliga begagnade bilar) eller "persikor" (peaches, bra bilar). Köparna kommer att vara villiga att betala ett pris som ligger någonstans mellan priserna för de två biltyperna. Detta gör att försäljare av bra bilar inte kan få ut ett fullt pris. Om andelen dåliga bilar är relativt låg kommer marknadspriset ändå bli tillräckligt högt för att säljare av bra bilar fortfarande skall vara intresserade av delta i marknaden. Om priset hamnar tillräckligt lågt kommer däremot de bra bilarna att dras bort från marknaden. Den asymmetriska informationen kan därför medföra att marknaden blir dominerad av dåliga bilar, vilket är ett exempel på snedvridet urval.
Två sätt att hantera snedvridet urval är screening och signalering. I exemplet med begagnade bilar skulle ett exempel på signalering vara att försäljare av bra bilar erbjuder en garanti. Försäljare av dåliga bilar kan inte matcha erbjudandet eftersom kostnaden kommer att bli för hög. Därmed kan försäljare av bra bilar särskilja sig på marknaden och få ut ett högre pris. I många fall kan dock sådana metoder endast delvis överkomma problemet med snedvridet urval.